# Lygodactylus klemmeri
Espèce
Synonymes
- Lygodactylus praecox Pasteur, 1995

Statut de conservation UICN

 NT  : Quasi menacé
Lygodactylus klemmeri est une espèce de geckos de la famille des Gekkonidae.

## Répartition
Cette espèce est endémique de Madagascar.
Sa présence en Tanzanie est incertaine.

## Étymologie
Cette espèce est nommée en l'honneur de Konrad Klemmer.

## Publication originale
- Pasteur, 1965 "1964" : Notes préliminaires sur les lygodactyles (gekkonidés). IV. Diagnoses de quelques formes africaines et malgaches. Bulletin du Museum National d'Histoire Naturelle, Paris, vol. 36, p. 311-314.